# Rafael Pereira
Rafael Henrique Campos Pereira (Contagem, 8 aprile 1997) è un ostacolista brasiliano, primatista sudamericano dei 60 m hs e dei 110 m hs. Medaglia d'oro ai Campionati sudamericani di atletica leggera nei 110 m hs nel 2021 e ai Campionati sudamericani di atletica leggera indoor nei 60 m hs nel 2022.

## Record nazionali
Seniores
- 60 metri ostacoli indoor: 7"58 ( Berlino, 4 febbraio 2022)
- 110 m hs: 13"17 (+0,4 m/s) ( Rio de Janeiro, 23 giugno 2022)

## Progressione

### 110 metri ostacoli
| Stagione | Misura | Luogo                 | Data       | Rank. Mond. |
| -------- | ------ | --------------------- | ---------- | ----------- |
| 2023     | 13"34  | Gainesville           | 15-4-2023  |             |
| 2022     | 13"17  | Rio de Janeiro        | 23-6-2022  |             |
| 2021     | 13"35  | Guayaquil             | 30-5-2021  |             |
| 2020     | 13"64  | San Paolo             | 11-12-2020 |             |
| 2019     | 14"01  | Bragança Paulista     | 30-8-2019  |             |
| 2018     | 13"88  | Bragança Paulista     | 14-9-2018  |             |
| 2017     | 13"83  | São Bernardo do Campo | 23-4-2017  |             |
| 2016     | 14"62  | São Bernardo do Campo | 2-7-2016   |             |
| 2015     | 14"59  | São Bernardo do Campo | 25-7-2015  |             |

### 60 metri ostacoli indoor
| Stagione | Misura | Luogo              | Data      | Rank. Mond. |
| -------- | ------ | ------------------ | --------- | ----------- |
| 2021/22  | 7"58   | Berlino            | 4-2-2022  |             |
| 2017/18  | 8"14   | São Caetano do Sul | 17-1-2018 |             |

## Palmarès
| Anno | Manifestazione             | Sede       | Evento    | Risultato  | Prestazione | Note                                     |
| ---- | -------------------------- | ---------- | --------- | ---------- | ----------- | ---------------------------------------- |
| 2014 | Sudamericani U18           | Cali       | Decathlon | Bronzo     | 6303 pt     |                                          |
| 2016 | Mondiali U20               | Bydgoszcz  | 110 m hs  | Semifinale | 13"85       | [ 1 ]                                    |
| 2018 | Sudamericani U23           | Cuenca     | 110 m hs  | Oro        | 13"76       | [ 2 ]                                    |
| 2018 | Sudamericani U23           | Cuenca     | 4x400 m   | Argento    | 3'09"90     | [ 2 ]                                    |
| 2021 | Sudamericani               | Guayaquil  | 110 m hs  | Oro        | 13"35       | Miglior prestazione personale            |
| 2021 | Giochi olimpici            | Tokyo      | 400 m hs  | Semifinale | 13"62       | [ 3 ]                                    |
| 2022 | Sudamericani indoor        | Cochabamba | 60 m hs   | Oro        | 7"58        | =                                        |
| 2022 | Mondiali indoor            | Belgrado   | 60 m hs   | Semifinale | 7"58        | =                                        |
| 2022 | Campionati ibero-americani | La Nucia   | 110 m hs  | Oro        | 13"47       |                                          |
| 2022 | Mondiali                   | Eugene     | 110 m hs  | Semifinale | 13"46       |                                          |
| 2023 | Mondiali                   | Budapest   | 110 m hs  | Semifinale | 13"52       |                                          |
| 2023 | Giochi panamericani        | Santiago   | 110 m hs  | Bronzo     | 14"04       |                                          |
| 2024 | Mondiali indoor            | Glasgow    | 60 m hs   | Batteria   | 8"65        | Miglior prestazione personale stagionale |
| 2024 | Giochi olimpici            | Parigi     | 110 m hs  | Semifinale | 13"87       |                                          |
| 2025 | Mondiali indoor            | Nanchino   | 60 m hs   | Semifinale | 7"67        |                                          |

## Altre competizioni internazionali
2022
- Bronzo ai Bislett Games ( Oslo), 110 m hs - 13"37
- Argento ai Meeting de Paris ( Parigi), 110 m hs - 13"25
- 5º ai Athletissima ( Losanna), 110 m hs - 13"49
- 9º ai Weltklasse Zürich ( Zurigo), 110 m hs - 13"73

## Campionati nazionali
- 2 volte campione nazionale brasiliano dei 110 m hs (2021, 2022)

2017
- 7º ai campionati brasiliani (São Bernardo do Campo), 110 m hs - 14"08

2018
- 4º ai campionati brasiliani (Bragança Paulista), 110 m hs - 13"88

2019
- 6º ai campionati brasiliani (Bragança Paulista), 110 m hs - 14"38

2020
- Argento ai campionati brasiliani (San Paolo), 110 m hs - 13"64

2021
- Oro ai campionati brasiliani (San Paolo), 110 m hs - 13.50
- Bronzo ai campionati brasiliani (San Paolo), 4x100 m piani - 40"88
- 6º ai campionati brasiliani (San Paolo), 200 m piani - 21"10

2022
- Oro ai campionati brasiliani (Rio de Janeiro), 110 m hs - 13"17
- Bronzo ai campionati brasiliani (Rio de Janeiro), 4x100 m piani - 40"27